# Victorio Vergara
Victorio Vergara Batista (Pocrí, Los Santos; 19 de febrero de 1944 - Ciudad de Panamá; 21 de julio de 1998) fue un acordeonista panameño de música típica. "El tigre de la Candelaria" o "El Mandamás" fueron los apodos más conocidos y utilizados para referirse a Vergara. Nació en Pocrí, Provincia de Los Santos y murió por un derrame cerebral en la Ciudad de Panamá, Panamá, en 1998.

## Biografía
Nació el 19 de febrero de 1944 en La Candelaria, Corregimiento Paraíso en Pocrí, Los Santos, Un pueblo campesino lejano de la capital de la provincia, Las Tablas. Sus padres fueron Gabriel Vergara y Juliana Batista, y sus hermanos fueron Augusto Vergara, Luciano Vergara y Olga Vergara.
Su padre fue acordeonista y sus hermanos Augusto y Luciano, también. Desde muy pequeño se mostró anuente a seguir los pasos de sus padre y hermanos y en 1961, hace su debut como acordeonista en el afamado Jardín Royal Gin, en la ciudad de Las Tablas,  al lado de Dorindo Cárdenas el "Poste de Macano Negro", cuando apenas tenía 17 años, para las fiestas de Santa Librada. Obtuvo sus primeras presentaciones en Pocrí y Las Tablas. 
Victorio cantó y conoció a otros artistas como, Dorita Peña, Angélica Murillo, Bertie Solís y Lucy Quintero. Uno de sus primeros éxitos fue "Cubanita mi amor" junto a Lucho y Lucy. Cuando Lucho De Sedas, se salió, ingresó Nenito Vargas. 
Fundador del conjunto típico "Los Plumas Negras", se destacó junto con Manuel "Nenito" Vargas, con quien llegó a ser ampliamente conocido, llegando a realizar varios "llenos completos" en muchos jardines típicos, incluyendo el ya mencionado Royal Gin. 
Ganado el apodo de "El Tigre de la Candelaria" gracias al boxeador Ismael Laguna ("El Tigre de Santa Isabel), fue uno de los pocos músicos al cual El Gran Combo de Puerto Rico le grabó un tema: Compañera Mia.
Algunos de sus éxitos son, "Vivimos un secreto", "Nuestro romance", "Aléjate de mi", "La viudita de la Miel", "Para el Cedro, me voy", "La Cumpleañera", "Te recuerdo y te extraño" y "Pecado de amor".

## Fallecimiento
El 21 de julio de 1998 muere en la Ciudad de Panamá después de varios días en el hospital por un derrame cerebral a los 54 años de edad. Vergara no pudo asistir a una presentación en La Chorrera y se preparaba para participar en las festividades de Santa Librada de quien era devoto.
Aquel fallecimiento fue uno de los hechos noticiosos más impactantes del año 1998 y en la era republicana ningún artista ha recibido los honores póstumos que se le dieron. Desde que salió de la Iglesia del Carmen, en la Vía España su cuerpo fue llevado en caravana a la Iglesia Santa Librada. Allí se dio otro de sus acostumbrados "lleno completo", donde Monseñor José Luis Lacunza celebró la misa.
En aquella ocasión, varios artistas entre ellos Osvaldo Ayala, Sammy Sandoval, Manuel de Jesús Ábrego, Ulpiano Vergara y los más reconocidos reyes del teclado panameño entonaron sus mejores notas en honor al "Tigre". También estuvo Daniel Dorindo Cárdenas quien interpretó "Manizaleña" por una promesa hecha a su amigo. (La anecdóta cuenta que, conversando, Victorio dijo que si él fallecía primero, quería que Dorindo tocara "Manizaleña" en su funeral, de ser lo contrario, él tocaría "El Mogollón"). Actualmente sus restos reposan en el cementerio municipal de Las Tablas, Francisco González Roca; donde recibió cristiana sepultura.